# Uriga saranghal su iss-eulkka
Uriga saranghal su iss-eulkka (우리가 사랑할 수 있을까?), noto anche con il titolo internazionale Can We Fall in Love, Again?, è un drama coreano del 2014.

## Trama
Tre amici, tutti trentanovenni, si ritrovano in un periodo della loro vita abbastanza complicato; in particolare, Jung-wan ha divorziato dal marito dopo dieci anni di matrimonio, e ha ottenuto l'affidamento di suo figlio, ma in realtà sia lei che l'ex desidererebbero riuscire a riappacificarsi.